# Biblioteca Ramón Antonio Villarroel
Biblioteca Ramón Antonio Villarroel (o Biblioteca de la EAC) es la biblioteca principal de la Escuela de Administración y Contaduría (EAC) de la Universidad Central de Venezuela (UCV). Se localiza en la planta baja del Edificio llamado Trasbordo, en el Municipio Libertador al oeste de Caracas, Venezuela.
Se trata de una biblioteca universitaria y pública, una de los 9 bibliotecas de la Facultad de Ciencias Económicas y Sociales (FACES) de la UCV. Presta servicios a los docentes y estudiantes de esa escuela, en áreas como economía, administración, mercadeo, historia, informática, geografía, contabilidad, entre otras.